# Ісатай Тайманов
Ісатай Тайманов (каз. Исатай Тайманұлы, рос. Исатай Тайма́нов; 1791–1838) — герой національно-визвольної боротьби казахського народу, керівник антифеодального і антиколоніального повстання в 1830-х роках. У Букеївській Орді (1836–1837). З 1812 один із старших у роді Берш, що кочували поблизу Каспійського моря. Протести Тайманова проти насильства над селянами викликали невдоволення хана і величезну популярність Тайманова в народі. У лютому 1836 Тайманов разом з Махамбетом Утемісовим та іншими очолив повстання.
У 1837 в загонах Тайманова налічувалося до 2 тисяч озброєних жигітів.
15.11.1837 в урочищі Тастюбе повстанці були розбиті. 13 грудня Тайманов з невеликим загоном в 40 чоловік прорвався через лінію царських військ і пішов за Урал, у Молодший жуз, де приєднався до виступу султана Каіп-Галі Ішиматова, що намагався відірвати Молодший жуз від Росії. У липні 1838 загинув при зіткненні з загоном царських військ.
В Алмати на честь Ісатая Тайманова названа вулиця.
У 2003 році в Атирау було встановлено пам'ятник Махамбета і Ісатая.